# ماريان والدمان
ماريان والدمان هي كاتبة سيناريو وممثلة كندية، ولدت في 16 ديسمبر 1924 في كندا، وتوفيت بنفس المكان في 5 يوليو 1985.

## وصلات خارجية
- ماريان والدمان على موقع IMDb (الإنجليزية)
- ماريان والدمان على موقع ألو سيني (الفرنسية)
- ماريان والدمان على موقع قاعدة بيانات الأفلام السويدية (السويدية)
- ماريان والدمان على موقع قاعدة بيانات الفيلم (الإنجليزية)
- ماريان والدمان على موقع كينوبويسك (الروسية)